# Perșinari (gmina)
Perșinari – gmina w południowej Rumunii, administracyjnie należąca do okręgu Dymbowica.
W skład gminy wchodzi wyłącznie miejscowość Perșinari. Według stanu na rok 2011 liczyła 2750 mieszkańców, zaś w roku 2021 jej liczebność wynosiła 2519 mieszkańców.